# Caroline Dexter

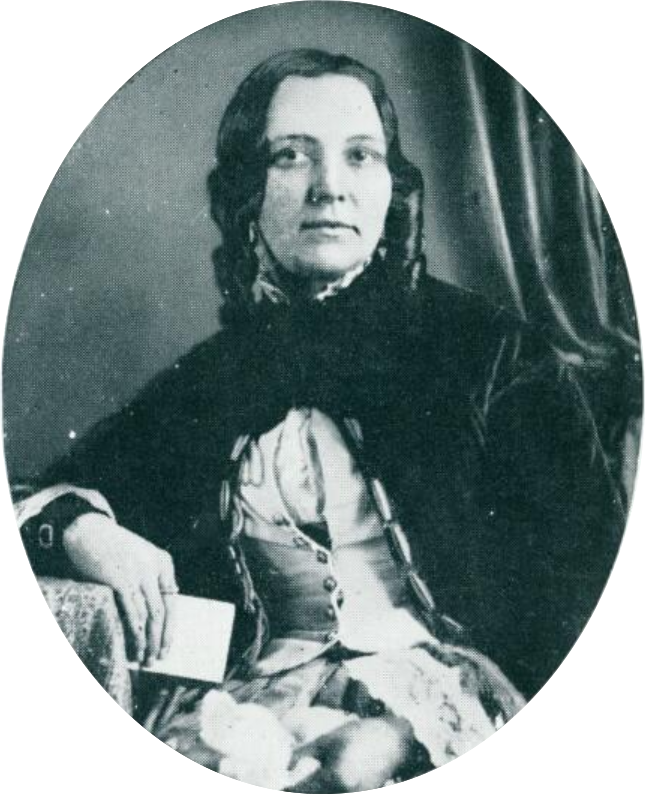
Caroline Dexter

Caroline Dexter, född Harper 6 januari 1819 i Nottingham, England, död 19 augusti 1884, var en australisk författare, kvinnorättsaktivist och socialreformator. 
Hon var dotter till klockmakaren och juveleraren Richard Harper och Mary Simson. Hon utbildades privat i England och Paris, där hon bland andra lärde känna George Sand. 1841 gifte hon sig med målaren William Dexter, med vilken hon 1852 emigrerade till Australien. Paret drev Gallery of Arts and School of Design i Sydney 1853-56. Från 1858 var hon aktiv som författare. 
Efter sin makes död 1860 bosatte hon sig i Melbourne, där hon öppnade Institute of Hygiene och förespråkade klädesreformer för kvinnor så som avskaffandet av korsetten och införande av byxor för kvinnor. 1861 utgav hon tillsammans med Harriet Clisby Australiens första kvinnotidskrift, Interpreter. 
Hon gifte om sig 1861 med juristen William Lynch (1839-1901), som 1880-81 var borgmästare i Brighton. Tillsammans med sin andre make var Dexter aktiv som konstmecenat. Hon uppmuntrade en australisk patriotism och en frigörelse från England och utgjorde en centralfigur inom Melbournes intellektuella elit. Hon försvarade också aboriginiernas rättigheter.  